# アシアナ航空214便着陸失敗事故
アシアナ航空214便着陸失敗事故（アシアナこうくう214びんちゃくりくしっぱいじこ）は、2013年7月6日に仁川国際空港を離陸し、サンフランシスコ国際空港へ向かっていたアシアナ航空のボーイング777-200ER型機が、サンフランシスコ国際空港への着陸に失敗し、炎上した航空事故である。
事故の原因はパイロットの不適切な操縦であり、乗員乗客307人のうち3名の乗客が死亡した。

## 航空機

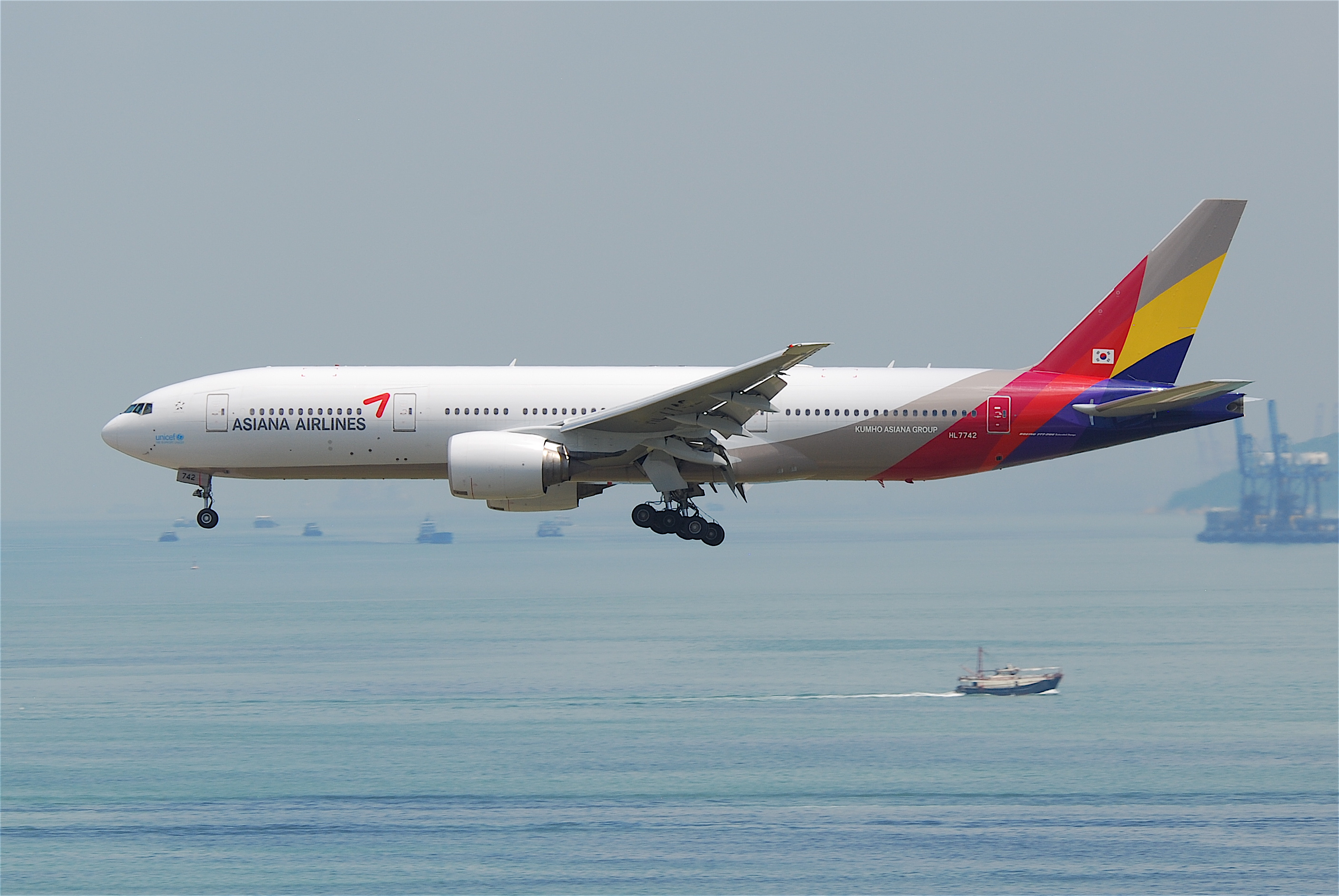
2011年7月に撮影された事故機の写真

事故機（HL7742）は2005年2月に初飛行し、2006年3月に引き渡された。総飛行時間は36,000時間で離着陸は5,000サイクルこなしていた。また、2013年6月2日に仁川国際空港からサンフランシスコ国際空港に到着した際に、油漏れが見つかって約20時間の整備を受けていた。
この事故はブリティッシュ・エアウェイズ38便事故に次ぐ3例目のボーイング777の全損事故であり、1995年の運行開始以来18年間で、1,000機以上が就航している中で初の死亡事故となった。また、2024年にチェジュ航空2216便着陸失敗事故が起こるまでは、韓国の航空会社が起こした最後の死亡事故だった。

## 概要

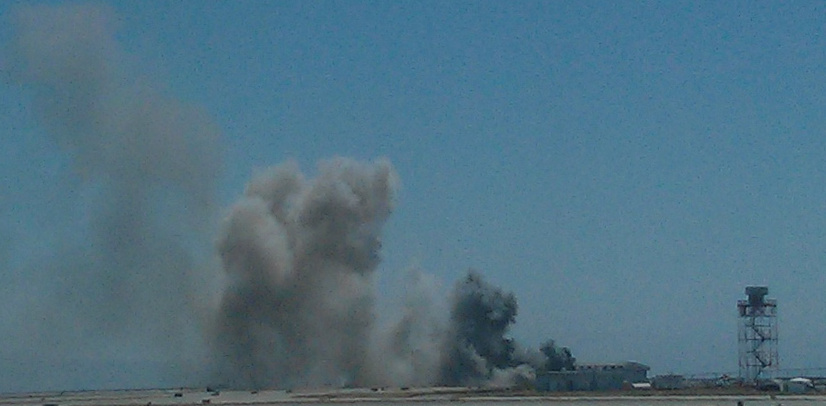
機体から上がる煙（誘導路上の他機の乗客撮影）

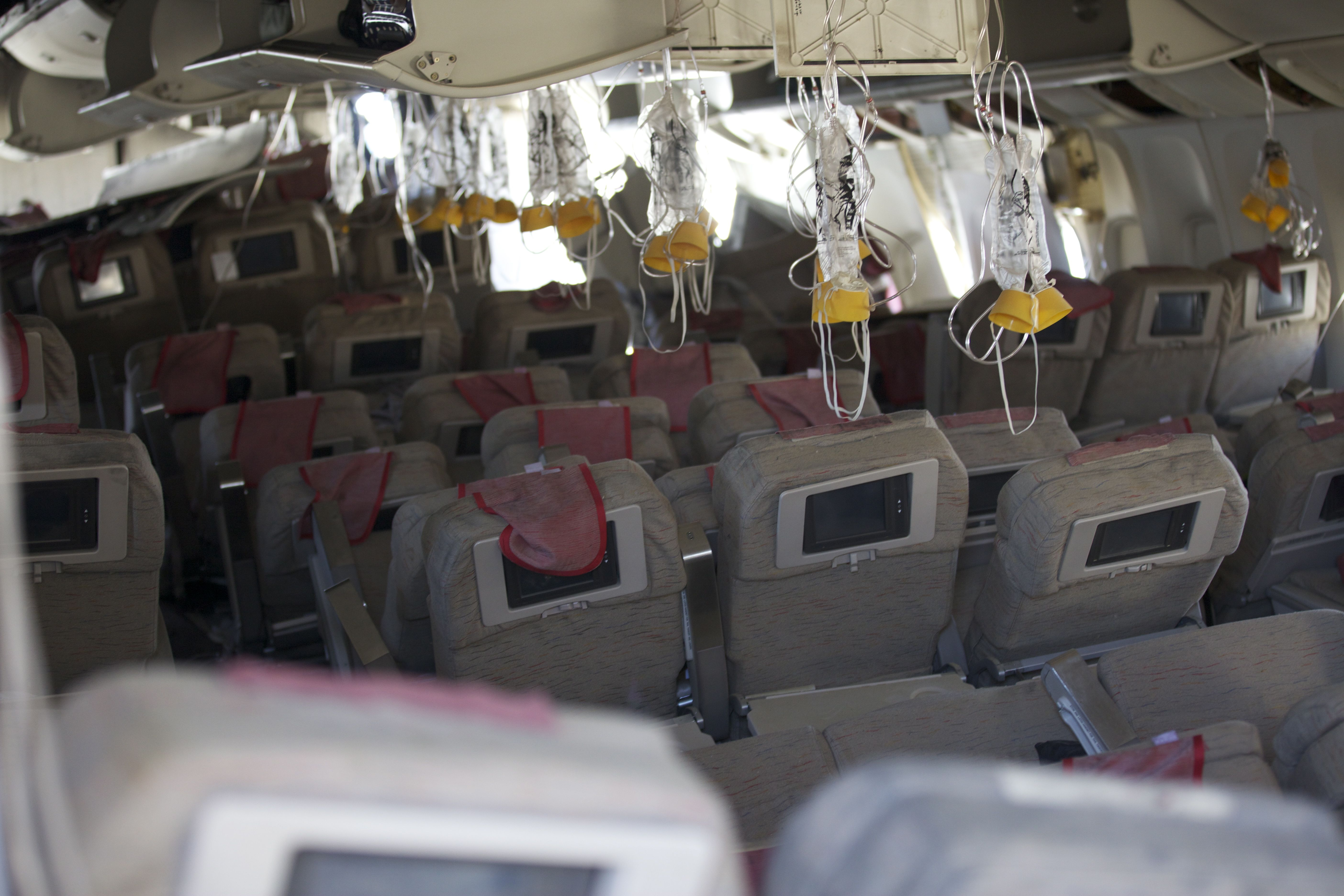
当該機の機内（NTSB撮影）

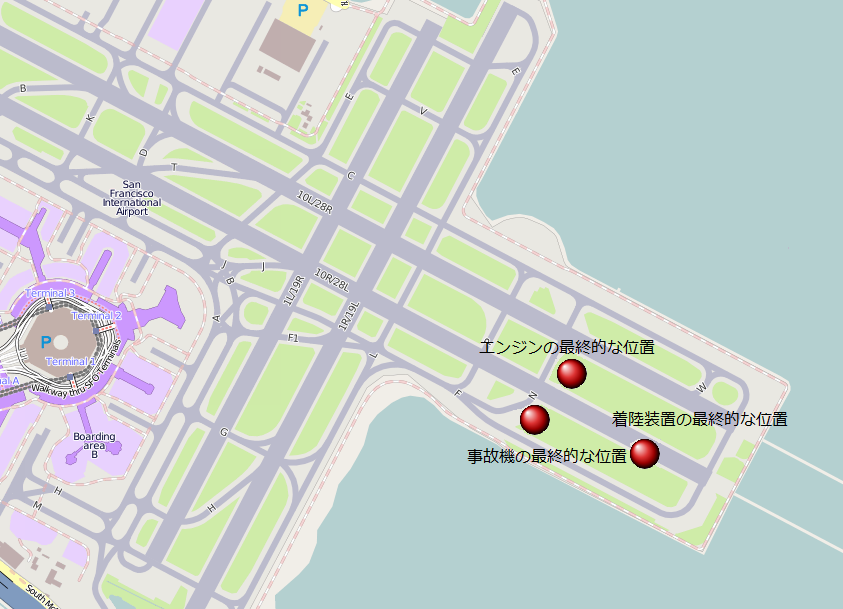
サンフランシスコ空港で発生したアシアナ航空214便事故現場の概要

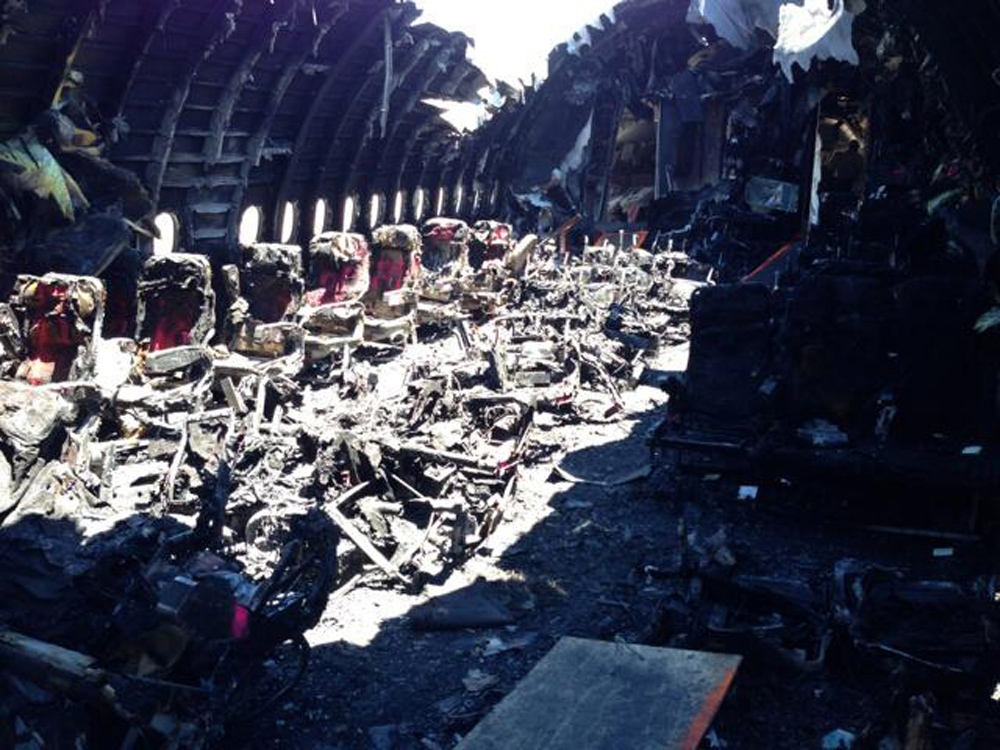
事故による火災で焼け焦げたミドルキャビン

2013年7月6日、午後4時35分(KST)に定刻から5分遅れて韓国・仁川国際空港を出発したアシアナ航空214便（ボーイング777-28EER 機体番号:HL7742 製造番号:29171/ライン番号:553）は、サンフランシスコ国際空港に米国現地時間の同日午前11時15分に到着する予定であった。同便は11時28分、着陸に失敗し、通常の着地地点から数百フィート手前の滑走路に尾部が激突した。
このときの衝撃で垂直尾翼および水平尾翼が胴体から分離した。車輪も接地時の衝撃により破壊され散乱した。乗客の一部は天井にぶつかったり、落下してきた荷物によって負傷した。胴体着陸となって滑走路を外れ水平にスピンしながら滑って止まった後、煙が立ち込め、10-20分前後で胴体内部が炎上した。乗客は乗員によって、不可解な90秒間の機内への足止めを強いられた。幸いにも火災が広がるまでに時間的余裕があり、脱出用シューターや空いた穴を使って多くの乗客乗員が避難することができたが、事故当日に2名、12日にさらに1名が死亡した。182人が病院に運ばれ、そのうち数十人が重傷を負った。死亡した3名のうち2名はシートベルトをしておらず、機外に放り出されたために死亡したとされた。また、もう1人は事故の衝撃で緩んだドアで頭部を強打したため死亡した。

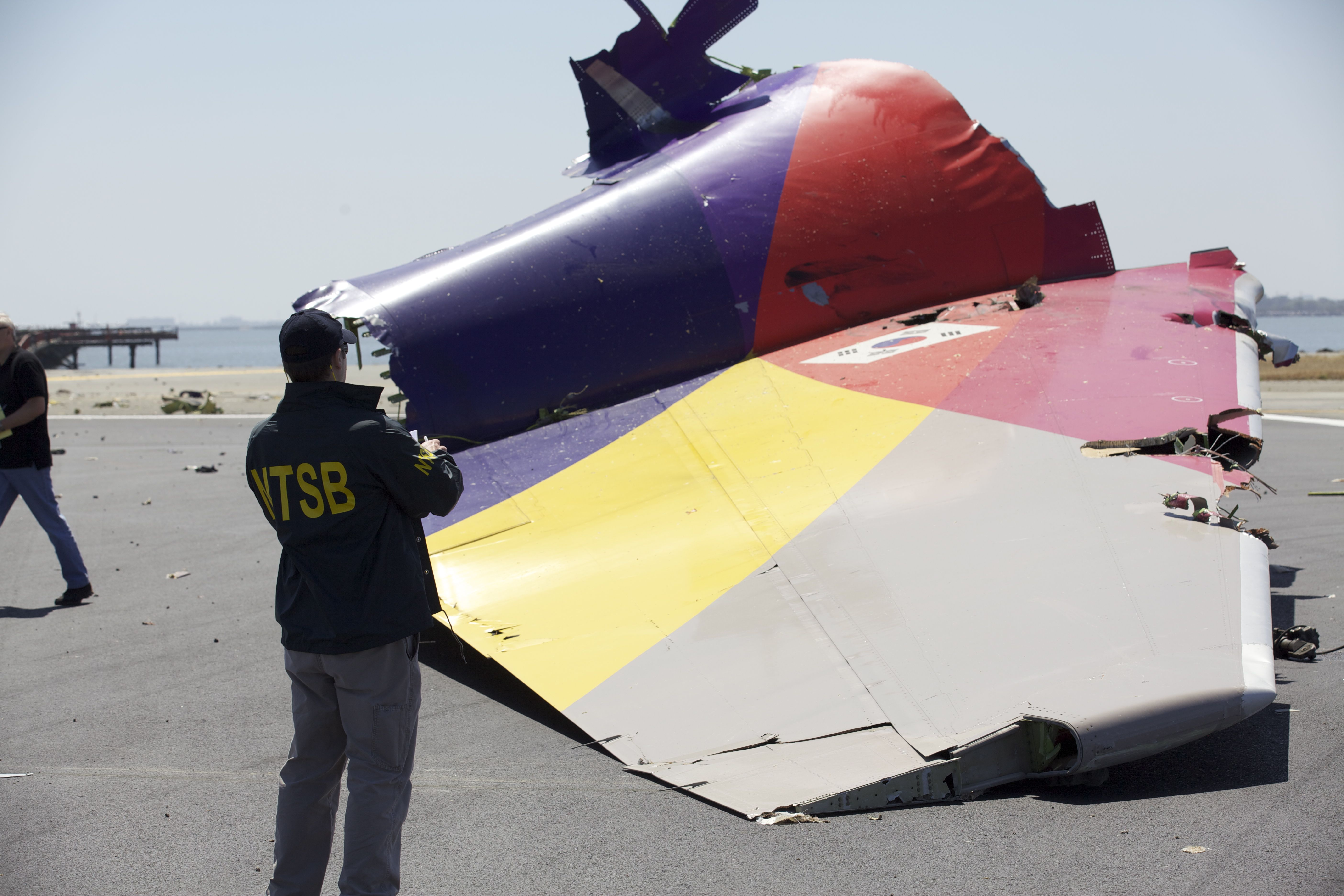
事故機の尾翼

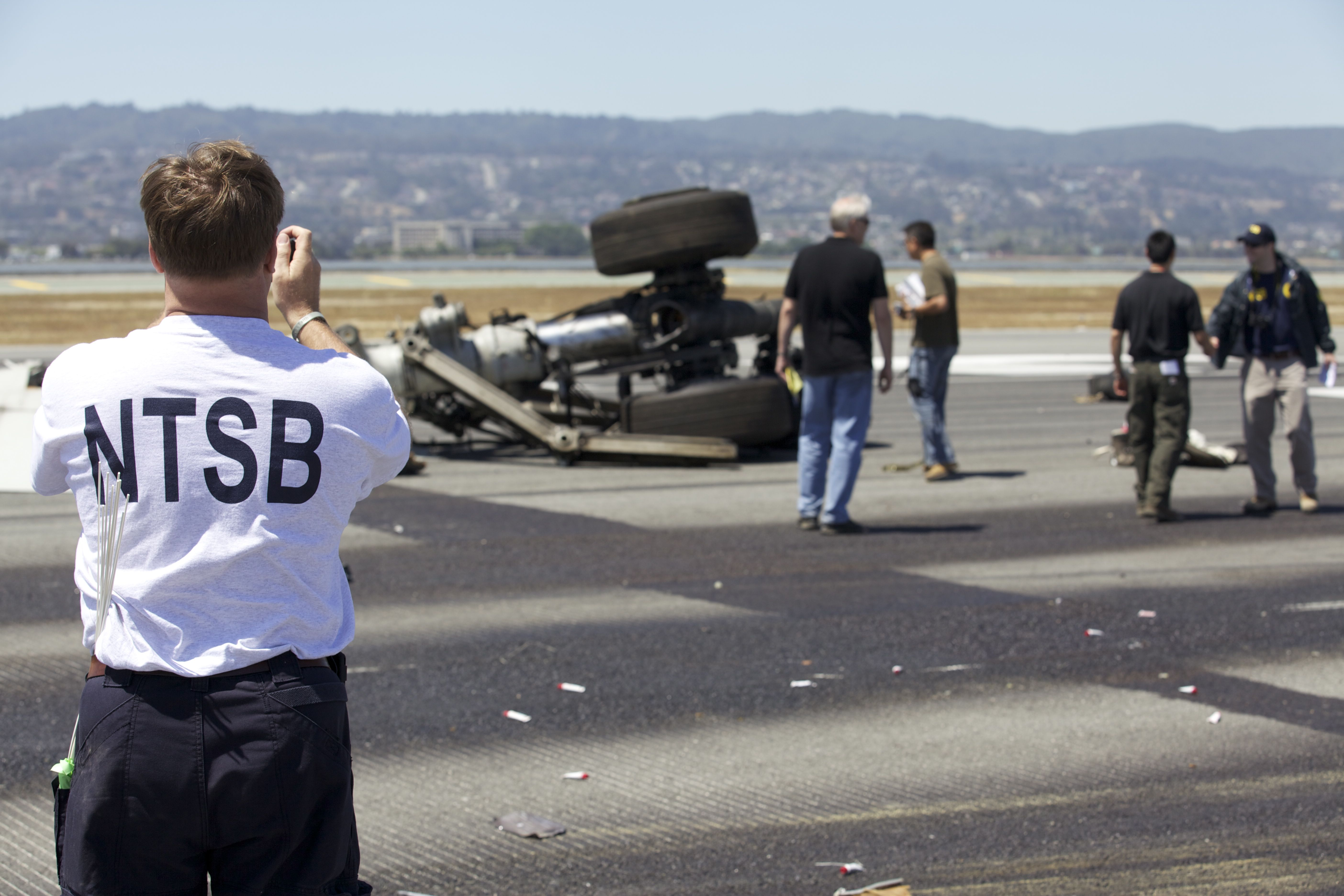
事故機の着陸装置

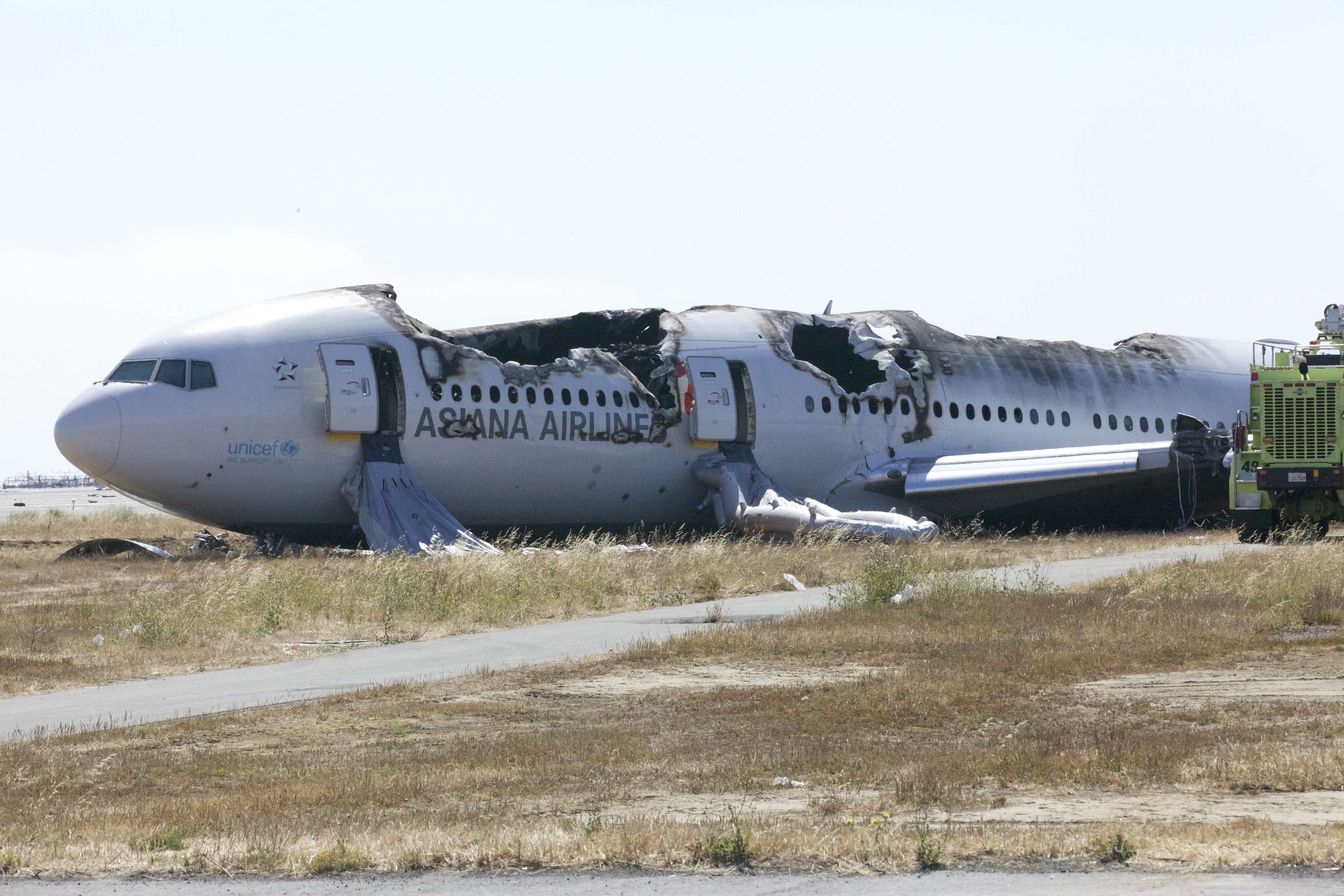
事故機

この日は天候が良く、風もほとんど吹いていなかった。ただ、操縦桿を握っていた副操縦士はボーイング777型機の飛行時間はまだ43時間で慣熟訓練中であり、訓練教官役となっていた機長も事故の20日前に教官としての資格を取得したばかりで、本便が資格取得後初の訓練教官役としての搭乗だった。また、この滑走路では計器着陸装置の一部の運用が改修のために止められていた。

## 搭乗者
同機には、乗客291名および乗員16名が搭乗していた。乗客291名中の構成は下表のとおりで、うち乳児1人を含む12歳以下の子どもは31人だった。
| 国籍           | 乗客数 | 乗組員数 | 合計 |
| -------------- | ------ | -------- | ---- |
| 中国           | 141    | 0        | 141  |
| 韓国           | 77     | 14       | 91   |
| アメリカ合衆国 | 64     | 0        | 64   |
| インド         | 3      | 0        | 3    |
| カナダ         | 3      | 0        | 3    |
| タイ           | 0      | 2        | 2    |
| 日本           | 1      | 0        | 1    |
| ベトナム       | 1      | 0        | 1    |
| フランス       | 1      | 0        | 1    |
| 合計           | 291    | 16       | 307  |

最初に滑走路に接触した機体後部には、上海からの乗り継ぎ客である中国人団体客が多く乗っていた。
死者3名は、すべてアメリカでの語学学習などのサマーキャンプに参加するために渡航した中華人民共和国・浙江省衢州市江山中学の16歳の女子学生であった。そのうち1人は5日午後に新浪微博（ウェイボー）に、英語で「GO」と発信し、米国でのキャンプに期待を膨らませていたという。また、事故機には、同じ江山中学の生徒30名と教員4名の計34名が搭乗していた。
事故当日に亡くなった2人は機体の外で遺体が発見された。2人ともシートベルトをしていなかった。このうちの1人の遺体に車にひかれた損傷があり、地元警察当局により消防車が遺体を轢いたとされた。
事故機にはサムスン電子の副社長デビッド・ウンが搭乗していたが無事で、事故現場の様子をTwitterで伝えた。
当初事故機に搭乗予定であったFacebookのCOOであるシェリル・サンドバーグは、搭乗予定を変更したことと、事故機に搭乗した同社幹部が無事だったことをやはりフェイスブックを通じて説明した。

## 事故原因
事故調査報告書に基づく事故の経緯と原因

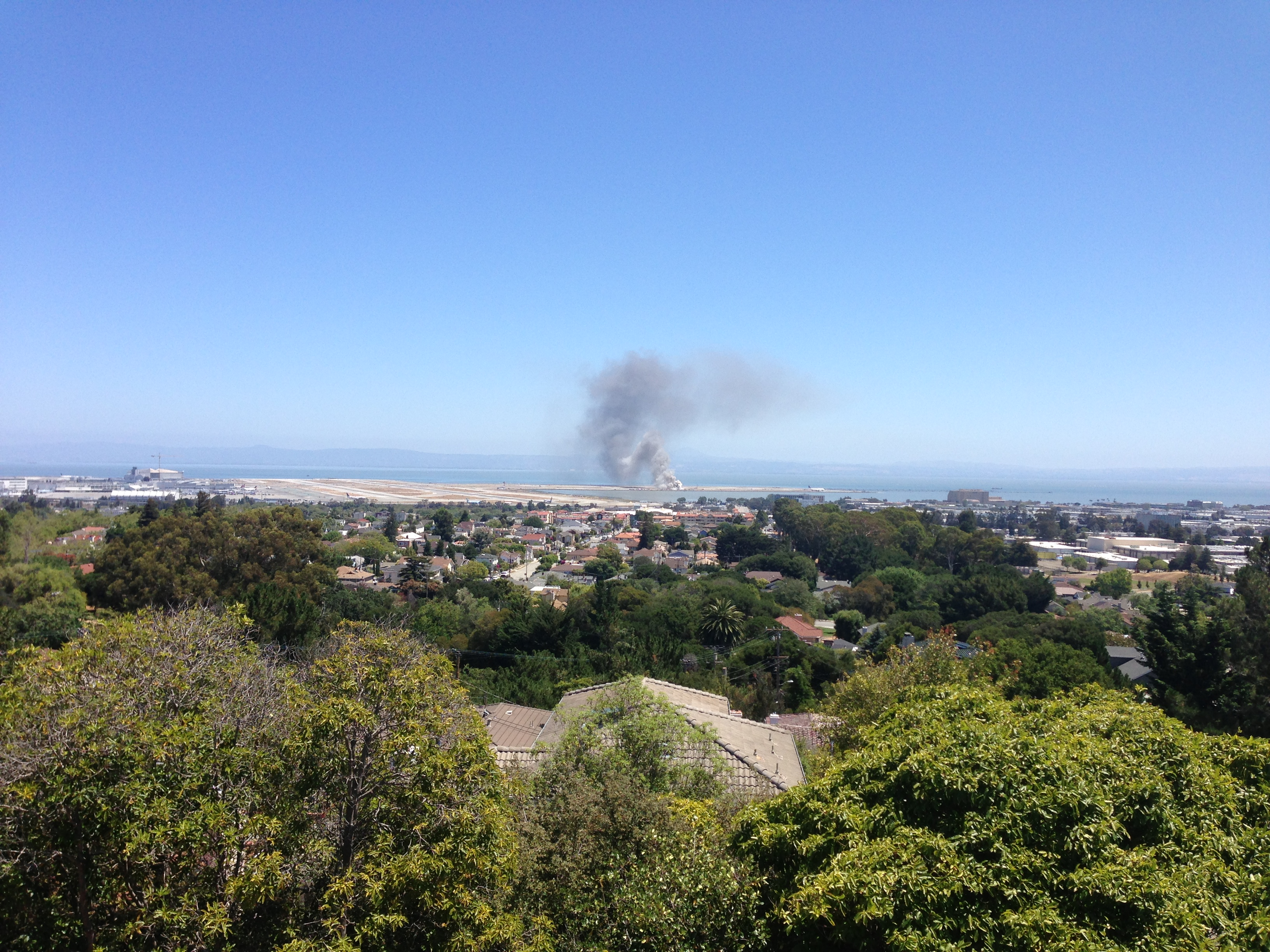
ミルブレー (Millbrae) から撮影された事故現場

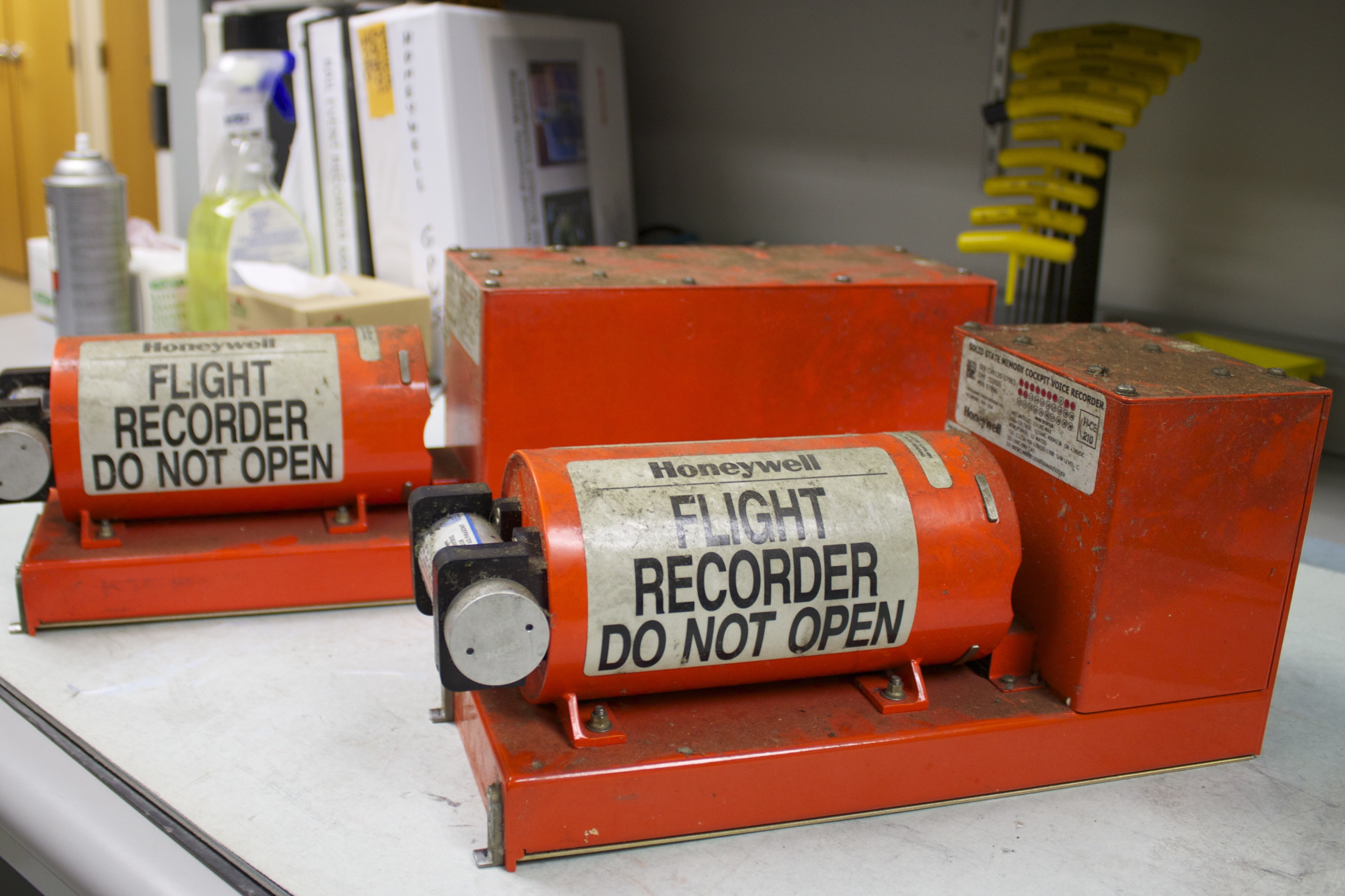
回収されたフライトレコーダー

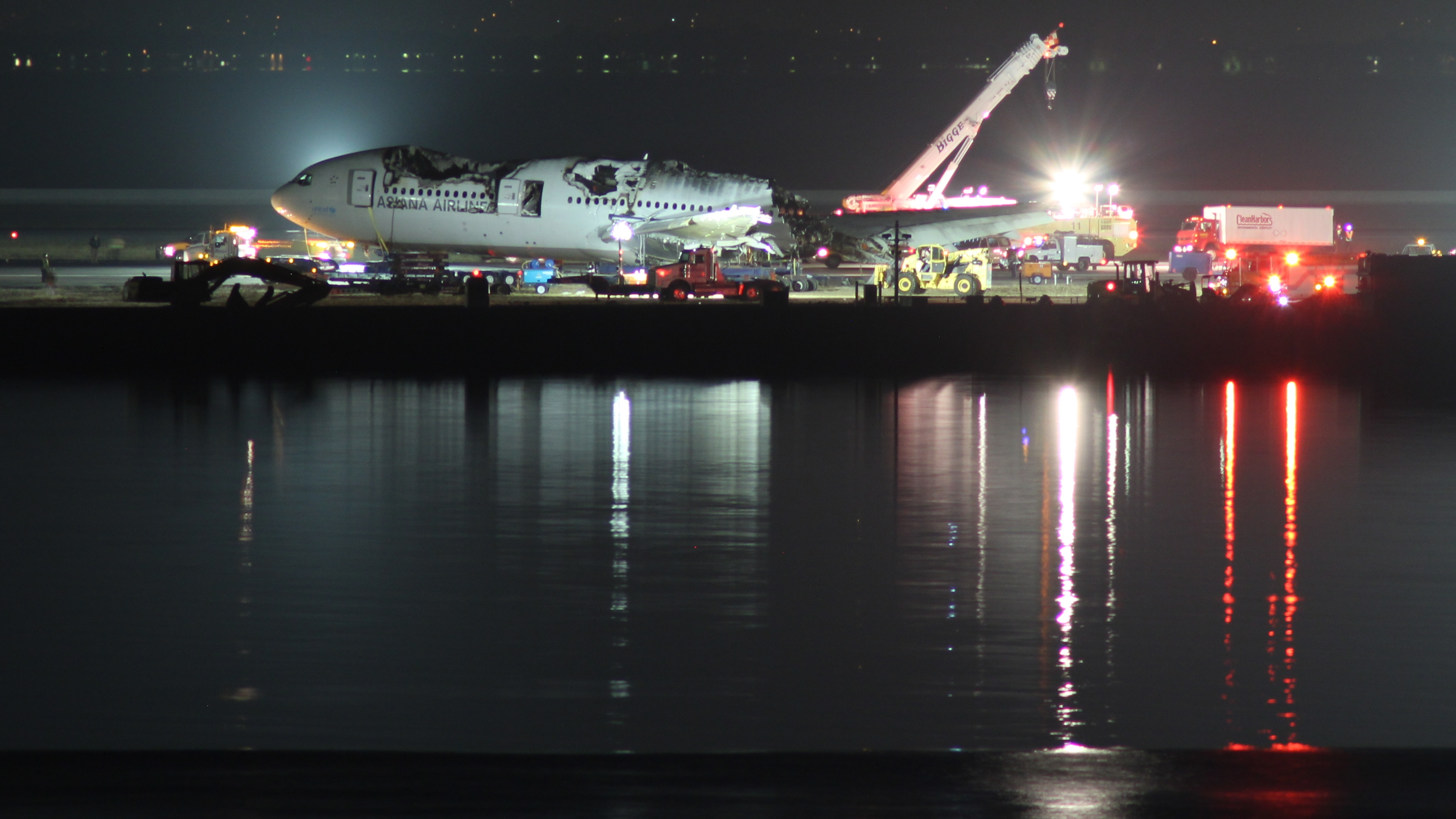
残骸の撤去作業の様子

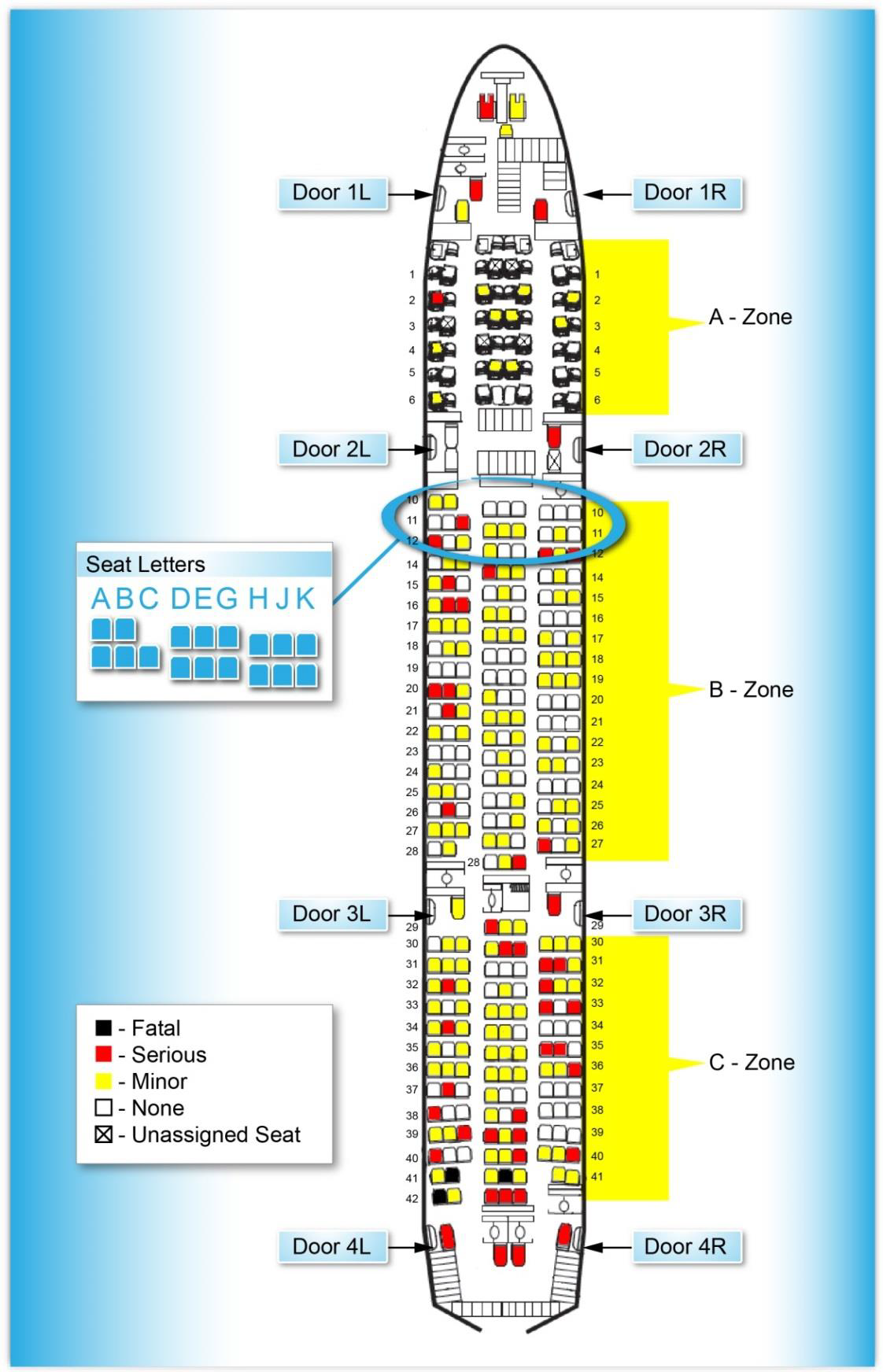
座席配置図
凡例
■：死亡
■：重傷
■：軽傷
□：無傷
×：空席

アメリカ運輸安全委員会は調査の結果、「操縦士が機器の操作を誤り着陸に必要な高度とスピードを保てず、またそのことに気づくのが遅れたため着陸のやり直しができなかった」として、事故の原因は操縦士の人為的なミスであると断定した。

### 調査の経緯と内容
キャンプ・デービッドで休養を取っていたアメリカのバラク・オバマ大統領は事故発生直後にアメリカ合衆国国土安全保障委員会担当の大統領補佐官を務めるリサ・モナコから報告を受け、事故の犠牲者に対して、哀悼の意を表明するとともに、ホワイトハウスの対策チームに指示を出した。
国家運輸安全委員会 (NTSB) の他に連邦航空局 (FAA) が事故調査を行った。
韓国政府も韓国国土交通部が事故調査対策班を現地に派遣して、NTSBと合同で調査に乗り出すことを決定した。
連邦捜査局 (FBI) は事故が、テロによるものだと示すものは現時点（7月6日）では何もないとしている。
アシアナ航空の尹永斗（ユン・ヨンドゥ）社長は7日の記者会見で「機体やエンジンに異常はないと把握している」と述べるとともに、事故機と管制塔が応急車両の配置などに関して緊急交信をしたと報じられている点に関し、交信したのは「着陸後と認識している」と説明した。着陸に当たってはベルトを締めるよう求める案内放送が流れる一方、異常を伝える特別な放送はなかったという。
また同社長は、機長は飛行時間1万時間以上の熟練者で副操縦士も9,000時間以上であり、航空規則に厳格に適合していると強調し、着陸前に機体の異常信号もなかったと記者会見で述べた。一方で韓国国土交通部は、この便で操縦桿を握っていた副操縦士はボーイング777型機については飛行時間はまだ43時間で、離着陸は9回目（同型機で同空港への着陸経験なし）であり、同型機の機長の資格を得るための慣熟訓練中だったことを明らかにしている。また、副操縦士の慣熟訓練の教官として搭乗した機長も、事故発生のわずか20日前に教官としての資格を取得したばかりであり、事故便が機長の初の教官としての搭乗であった。
FAAは安全基準として、航空機を製造する際には全乗客乗員が90秒以内に脱出できる構造にすることを求めており、脱出訓練もこの安全基準をベースにしている。しかし本件では、事故直後に同機が滑走路上で停止した状態であるにもかかわらず、当初乗客は乗務員から機内にとどまるよう指示されており、着陸失敗から90秒後にあらためて避難指示が出されていた。
飛行機事故時の機内からの脱出の際には、他の乗客の脱出の邪魔になったり脱出シュートが破損したりしないように、そして脱出時間を短縮するために、乗客には出口で荷物を放棄させるのが原則である。しかし今回の事故で撮影された写真に、脱出した乗客が手荷物を抱えているものが散見され、乗務員の指導不足が指摘されている。
NTSBの発表によると、ボイスレコーダーには地面に衝突する7秒前に「速度」（低速である）の訴え、同4秒前に失速警報、同1.5秒前に「着陸復航」（Go around）の指示が録音されていた。後部座席にいた交代要員の副操縦士は、地面衝突54秒前に下降率が大きすぎると判断し「sink rate（降下率）」と何度か叫んで指摘したという。
この滑走路では、改修のため6月1日からグライドスロープ（GS, Glide Slope）（計器着陸装置（ILS, Instrument Landing System）の地上設備の一部）の運用が停止していた。このため、自動操縦装置がグライドスロープ信号を受信して着陸経路からの上下のずれを補正することはできず、事故との関連が調査されている。ただ、運用停止についてはあらかじめ航空各社に通知されており、当空港発着の他の飛行機に影響は出ていない。
さらに、オートパイロットを構成するオートスロットル（A/T, Auto Throttle, 自動速度維持装置）やストールプロテクション（Stall Protection System, 失速防止装置）が事故直前までどう操作されどう作動したかが、聴き取りやフライトレコーダの記録によって調査されている。
機体は28L滑走路への通常の視認進入(visual approach)による進入中、着陸3分前までは何らかの理由で高度が高く、その後降下率を上げてつんのめる形で最終進入体制に入り、滑走路を目前にして高度が下がりすぎていると認識して機首を上げたと思われるため降下率が大きくなり、尾部が滑走路の通常の着地地点から数百フィート手前の護岸に接触したという見解が出ている（山口英雄・元国土交通省航空局飛行検査官）。

## マスコミの不祥事
事故直後の7月7日、韓国の総合編成チャンネル「チャンネルA」のキャスターがニュース番組中で「最新の情報によると、死亡したのは2人の中国人。韓国人ではなかったということです。これは、我々の立場からすると幸いでした」と発言し、非人道的な発言として問題となり、チャンネルAは同日中に「番組中の発言が物議を醸したことを謝罪します」と発表した。また、当該番組は放送中止となり、韓国の放送通信審議委員会で審査を受けることとなった。
アメリカのFOX傘下のテレビ局KTVUは、12日正午のニュースで操縦士らの名前を「Captain Sum Ting Wong（『何かが変だ』を意味する Something wrong の類音）」「Wi Tu Lo（低すぎる We too low）」「Ho Lee Fuk（なんてこった Holy fuck）」「Bang Ding Ow（衝撃の擬音と間投詞）」と報じた。アシアナ航空はでたらめの氏名を伝えて会社の名誉を傷つけたとして、KTVUとNTSBに対して法的措置を検討していることを明らかにした。
NTSBはその放送があった後に間もなく公式に謝罪声明を行った。声明によればこれらの(不正確で差別的な意図で付けられた)でたらめな氏名は適切な権限を有しない夏季研修中のインターンによって勝手に外部に伝達されたものであったという、また、今後このようなことが起きないよう再発防止に努めるとした。KTVUもこの声明を引用する形で番組内で謝罪を行った。アシアナ航空はその後、提訴を取りやめた。
事故原因を巡る報道についてウォール・ストリート・ジャーナルは、朝鮮日報が「10分間の奇跡」という見出しの記事を掲載するなど大半の韓国メディアやソーシャル・ネットワークが事故時の乗務員・乗客の行動をことさらポジティブに大きく取り上げている一方、韓国の主要紙で操縦ミスの疑問を取り上げているのは一紙だけであることを指摘した。韓国国内ではNTSBの調査が事故原因は操縦士のミスにあるとの印象を与えているという不満の声があがっており、本来ならば米韓協力して事故調査に当たらなければならないにもかかわらず、NTSBは韓国側に対し韓国の事故調査委員会はアメリカ側に対して、双方がそれぞれ調査した内容を一方的に公開しないよう相手方に求めるなど異例の事態となっている。
韓国の主要紙である朝鮮日報では、本件事故について、下記5か条を提言している。
1. NTSBからの攻撃を受けているものであり、早急にボーイング社とNTSBに反撃せよ
2. 米国国民に対し、ボーイング社機体に搭乗する限り、欠陥航空機の犠牲者となる可能性を知らしめよ
3. NTSBに反感を持つ団体や、パイロット乗員組合（英語版）などと共同戦線を張り、ボーイング社の責任を追及せよ
4. 民間だけではなく、韓国政府の多様な外交チャンネルを使って多角的に抗議せよ
5. 韓国国民がボーイング社を嫌悪していると喧伝し「韓国民感情を悪化させることは損である」ことを警告せよ

## 裁判
- 事故機に搭乗していた韓国人の母親と8歳の少年、搭乗はしていなかったが、8歳の少年の父親の計3人が7月18日までに、アシアナ航空に損害賠償を求める裁判を起こした。損害額は5億円に上ると原告側は主張している[50]。
- 事故機に搭乗していた乗客80人は2014年1月19日までに機器に欠陥があったとしてボーイング社に損害賠償を求め、集団訴訟をおこした[51]。

## 特記事項
- 事故当時、中国人乗客が「何も持たずに脱出せよ」という安全対策指示を無視してスーツケースを持ち出していた画像が出回り、SNS上を中心に批判を招いた[52]。
- 2014年2月25日、アメリカ合衆国運輸省は、家族からの問い合わせ専用の電話番号を公表するのが事故から約18時間後と遅れたうえ、家族への連絡についても、200人余りの乗客については事故から2日後までかかり、うち数人の家族には5日後まで連絡がなかったなど、航空会社の事故対応として乗客の家族への支援などを義務付けた米国法に違反すると判断し、アシアナ航空に50万ドルの罰金を課した。罰金のうち最大10万ドルは、今回の失敗を繰り返さないための対策として航空業界全体で実施する会議や研修の費用にあてられる[53][54]。

## この事故を扱った番組
- メーデー!:航空機事故の真実と真相 第13シーズン第2話「Terror in San Francisco」